# Mouřínov
Mouřínov (in tedesco Morein) è un comune della Repubblica Ceca facente parte del distretto di Vyškov, in Moravia Meridionale.